# John Muiruri
John Machethe Muiruri est un footballeur kényan né le 10 octobre 1979. Il évolue au poste de milieu droit. 
Il a participé à la Coupe d'Afrique des nations 2004 avec l'équipe du Kenya.

## Carrière
- 1998-1999 : Utalii FC  Kenya
- 1999-2000 : Tusker FC  Kenya
- 2001-2004 : La Gantoise  Belgique
- 2004-2005 : Germinal Beerschot  Belgique
- 2005-??? : Moss FK  Norvège[1]

## Sélections
- 23 sélections et 1 but en équipe du Kenya entre 1998 et 2007